# Long Dương quân
Long Dương quân (giản thể: 龙阳君; phồn thể: 龍陽君; bính âm: Longyang Jun; ? - ?), không rõ tên họ, là người nước Nguỵ thời Chiến Quốc trong lịch sử Trung Quốc.

## Cuộc đời
Long Dương quân không rõ tên tuổi, quê quán, chỉ biết là nam sủng của Ngụy An Ly vương, từng dùng kế để vua Ngụy không nạp mỹ nữ vào cung..
Theo ghi chép trong Chiến quốc sách, trong một lần cùng ngồi thuyền đi câu, Long Dương quân câu được hơn mười con cá, lại ngồi khóc. Ngụy vương hỏi:
Có chuyện gì bất an sao? Nếu có, hà cớ gì không nói cho quả nhân?
Long Dương quân trả lời:
Thần không có chuyện gì bất an.
Ngụy vương lại hỏi:
Vậy vì sao ngươi lại khóc?
Long Dương quân hồi đáp:
Thần vì lũ cá câu được mà rơi lệ.
Ngụy vương nói:
Ý tứ gì?
Long Dương quân trả lời:
Thần khi mới câu được cá thấy rất vui, nhưng khi câu được cá lớn hơn thì lại muốn đem cá nhỏ câu được lúc trước vứt bỏ. Thần giờ đây chỉ có mỗi dung mạo xấu xí, lại may mắn có cơ hội cho Đại vương thị tẩm, còn được phong tước Long Dương quân. Trong triều đình, các quan viên thấy thần bước nhanh; ở ngoài đường, bình dân không dám không nhường đường. Mà giờ đây, mỹ nhân trong thiên hạ nhiều vô cùng. Biết được hạng như thần còn được Đại vương sủng tín, thì những người đẹp như các nàng nhất định sẽ xách váy lên, chạy đến chỗ Đại vương. Đến khi đó, thần kém những mỹ nhân đó, giống như những con cá câu được lúc đầu, sẽ bị ném bỏ không tiếc. Thần sao không khóc?
Ngụy vương nói:
Không đâu! Nghĩ như thế, cớ sao không dám nói cho quả nhân?
Sau đó Ngụy vương hạ lệnh: Ai dám tiến cử mỹ nhân vào cùng thì diệt tộc!

## Trong văn hóa
Vì câu chuyện của Long Dương quân, nên hậu thế dùng những thuật ngữ Long Dương (龍陽) để chỉ đồng tính nam. Tương tự như thuật ngữ Phân đào ("chia đào") gắn với Di Tử Hà, Đoạn tụ ("cắt ống tay áo") gắn với Đổng Hiền.
Trong thơ ca, Long Dương quân thường được đề cập bên cạnh An Lăng quân (安陵君). Như trong bài thơ Vịnh hoài thi (詠懷詩) của Nguyễn Vũ:
| Tích nhật phồn hoa tử, An Lăng dữ Long Dương. Yêu yêu đào lý hoa, Chước chước hữu huy quang. | 昔日繁華子， 安陵與龍陽。 夭夭桃李花， 灼灼有輝光。 |